# Charles Schreiber
Charles Schreiber (10 mai 1826 - 31 mars 1884) est un universitaire anglais, collectionneur de beaux-arts et homme politique du Parti conservateur qui siégea à la Chambre des communes entre 1865 et 1884.

## Biographie
Schreiber est né à Colchester, fils aîné du lieutenant-colonel James Alfred Schreiber de Melton, dans le Suffolk, et son épouse Mary Ware, fille de Thomas Ware, de Woodfort, dans le comté de Cork. Il fait ses études au Cheltenham College et est boursier au Trinity College de Cambridge 
En 1848, il remporte la médaille Browne du Trinity College et la médaille classique du chancelier en 1850. En 1852, Schreiber est devenu membre du collège de la Trinité, où il est le tuteur d'Ivor Guest.
Aux élections générales de 1865, il est élu député de Cheltenham, mais perd le siège en 1868. Aux élections générales de 1880, il est élu député Poole et occupe le siège jusqu'à sa mort en 1884 .

## Vie privée

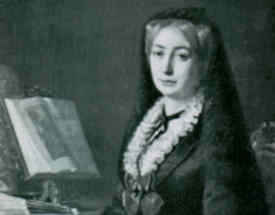
Lady Charlotte Guest

En 1855, il épouse Charlotte Guest (1812–1895), la mère de son ancien élève. Lady Guest est la fille d'Albemarle Bertie (9e comte de Lindsey) et veuve de John Josiah Guest, 1er baronnet, propriétaire de Dowlais Ironworks au Pays de Galles, et figure majeure de l'histoire de la littérature galloise. Elle est célèbre pour ses collections de porcelaine de Chine.
Schreiber et sa femme vivaient à Langham House, donnant Portland Place, à Londres. Ils ont passé de nombreuses années à voyager en Europe pour collectionner des céramiques et d'autres objets. Schreiber est mort à Lisbonne à l'âge de 57 ans.
La collection d'art céramique anglais portant son nom est présentée au Victoria and Albert Museum .